# アムステルゴールドレース2012
アムステルゴールドレース2012は、アムステルゴールドレースの47回目のレース。2012年4月15日に行われた。

## 参加チーム

### UCIプロチーム
| チーム名                             | 国籍           | コード |
| ------------------------------------ | -------------- | ------ |
| AG2R・ラ・モンディアル               | フランス       | ALM    |
| アスタナ                             | カザフスタン   | AST    |
| BMC・レーシングチーム                | アメリカ合衆国 | BMC    |
| エウスカルテル・エウスカディ         | スペイン       | EUS    |
| FDJ・ビッグマット                    | フランス       | FDJ    |
| ガーミン・バラクーダ                 | アメリカ合衆国 | GRM    |
| グリーンエッジ                       | オーストラリア | GEC    |
| チーム・カチューシャ                 | ロシア         | KAT    |
| ランプレ・ISD                        | イタリア       | LAM    |
| リクイガス・キャノンデール           | イタリア       | LIQ    |
| ロット・ベリソル                     | ベルギー       | LTB    |
| モビスター・チーム                   | スペイン       | MOV    |
| オメガファーマ・クイックステップ     | ベルギー       | OPQ    |
| ラボバンク                           | オランダ       | RAB    |
| レディオシャック・ニッサン・トレック | ルクセンブルク | RNT    |
| チーム・サクソバンク                 | デンマーク     | SAX    |
| チーム・スカイ                       | イギリス       | SKY    |
| ヴァカンソレイユ・DCM                | オランダ       | VCD    |

### 招待チーム
- アクセント・ジョブス - ウィレムス・フェランダス（ ベルギー・ACC）
- アルゴス・シマノ（ オランダ・ARG）
- チーム・ヨーロッパカー（ フランス・EUC）
- ファルネーゼ・ヴィーニ - セッレ・イターリア（ イタリア・FAR）
- ランドバウクレディット・ユーフォニー（ ベルギー・LAN）
- トップスポート・フラーンデレン - メルカトル（ ベルギー・ACC）

## 結果
- マーストリヒト → ファルケンブルフ　 256.5km

| 順位 | 選手名                     | 国籍       | チーム                       | 時間          |
| ---- | -------------------------- | ---------- | ---------------------------- | ------------- |
| 1    | エンリコ・ガスパロット     | イタリア   | アスタナ                     | 6時間32分35秒 |
| 2    | イェル・ファネンデルト     | ベルギー   | ロット・ベリソル             | 同            |
| 3    | ペーター・サガン           | スロバキア | リクイガス・キャノンデール   | +02秒         |
| 4    | オスカル・フレイレ         | スペイン   | チーム・カチューシャ         | 同            |
| 5    | トマ・ヴォクレール         | フランス   | チーム・ヨーロッパカー       | 同            |
| 6    | フィリップ・ジルベール     | ベルギー   | BMC・レーシングチーム        | 同            |
| 7    | サムエル・サンチェス       | スペイン   | エウスカルテル・エウスカディ | 同            |
| 8    | ファビアン・ヴェークマン   | ドイツ     | ガーミン・バラクーダ         | +04秒         |
| 9    | リナルド・ノチェンティーニ | イタリア   | AG2R・ラ・モンディアル       | 同            |
| 10   | バウク・モレマ             | オランダ   | ラボバンク                   | 同            |
| 140  | 土井雪広                   | 日本       | アルゴス・シマノ             | +11分31秒     |